# 杰米·沃德
杰米·約翰·沃德（英語：Jamie John Ward；1986年5月12日—）是一位北愛爾蘭足球運動員，在場上的位置是前鋒或邊鋒。近年他主要在英冠各球隊效力，現時效力英格蘭足球南部聯賽俱乐部Ilkeston Town。他也是北愛爾蘭國家足球隊的一員。

## 外部連結
- 足球数据库：杰米·沃德的球员统计数据
- Jamie Ward profile at Derby County F.C.
- NIFG profile （页面存档备份，存于）
- Northern Ireland stats （页面存档备份，存于） at Irish FA